# Aruba op de Olympische Jeugdzomerspelen 2010
Aruba nam deel aan de Olympische Jeugdzomerspelen 2010 in Singapore, de eerste editie van de Olympische Jeugdspelen.

## Deelnemers en resultaten
(m) = mannen, (v) = vrouwen 

### Judo
| Olympiër                    | Discipline    | Resultaat | Prestatie |
| --------------------------- | ------------- | --------- | --- |
| Brandon Arends              | tot 66 kg (m) | 3e ronde  | 2R: verloor van PRK Hyon Song-chol 3R herkansing: verloor van SEN Babacar Cissé                                                   |
|                             |               |           | |
| Brandon Arends (team Osaka) | gemengd team  | 2e ronde  | 1R: 5-3 team Barcelona won van USA Maxamillian Schneider 2R: 4-4 team Belgrado (verloren op punten) verloor van SEN Babacar Cissé |

### Zeilen
| Olympiër              | Discipline | Resultaat | Prestatie                                                 |
| --------------------- | ---------- | --------- | --------------------------------------------------------- |
| Nicole van der Velden | dinghy (v) | 27e       | 258 punten (318-60) (29-29-31-29-24-21-25-26-23-25-25-31) |

### Zwemmen
| Olympiër        | Discipline       | Resultaat | Prestatie                                               |
| --------------- | ---------------- | --------- | ------------------------------------------------------- |
| Jonathan Ponson | 100 m vrij (m)   | 38e       | 1R serie 2: 54,14 (1e)                                  |
| Jonathan Ponson | 50 m vlinder (m) | 9e        | 1R serie 2: 25,59 (3e; 12e tijd) HF serie 2: 25,51 (5e) |
|                 |                  |           |                                                         |
| Saskia Postma   | 200 m vrij (v)   | 38e       | 1R serie 2: 2.13,64 (6e)                                |
| Saskia Postma   | 400 m vrij (v)   | 25e       | 1R serie 1: 4.41,63 (2e)                                |

Afghanistan · Albanië · Algerije · Amerikaanse Maagdeneilanden · Amerikaans-Samoa · Andorra · Angola · Antigua en Barbuda · Argentinië · Armenië · Aruba · Australië · Azerbeidzjan · Bahama's · Bahrein · Bangladesh · Barbados · België · Belize · Benin · Bermuda · Bhutan · Bolivia · Bosnië en Herzegovina · Botswana · Brazilië · Britse Maagdeneilanden · Brunei · Bulgarije · Burkina Faso · Burundi · Cambodja · Canada · Centraal-Afrikaanse Republiek · Chili · China · Chinees Taipei · Colombia · Comoren · Congo-Brazzaville · Congo-Kinshasa · Cookeilanden · Costa Rica · Cuba · Cyprus · Denemarken · Djibouti · Dominica · Dominicaanse Republiek · Duitsland · Ecuador · Egypte · El Salvador · Equatoriaal-Guinea · Eritrea · Estland · Ethiopië · Fiji · Filipijnen · Finland · Frankrijk · Gabon · Gambia · Georgië · Ghana · Grenada · Griekenland · Groot-Brittannië · Guam · Guatemala · Guinee · Guinee‑Bissau · Guyana · Haïti · Honduras · Hongarije · Hongkong · Ierland · IJsland · India · Indonesië · Irak · Iran · Israël · Italië · Ivoorkust · Jamaica · Japan · Jemen · Jordanië · Kaaimaneilanden · Kaapverdië · Kameroen · Kazachstan · Kenia · Kirgizië · Kiribati · Koeweit · Kroatië · Laos · Lesotho · Letland · Libanon · Liberia · Libië · Liechtenstein · Litouwen · Luxemburg · Macedonië · Madagaskar · Malawi · Malediven · Maleisië · Mali · Malta · Marshalleilanden · Marokko · Mauritanië · Mauritius · Mexico · Micronesië · Moldavië · Monaco · Mongolië · Montenegro · Mozambique · Myanmar · Namibië · Nauru · Nederland · Nederlandse Antillen · Nepal · Nicaragua · Nieuw-Zeeland · Niger · Nigeria · Noord-Korea · Noorwegen · Oeganda · Oekraïne · Oezbekistan · Oman · Oostenrijk · Oost‑Timor · Pakistan · Palau · Palestina · Panama · Papoea-Nieuw-Guinea · Paraguay · Peru · Polen · Portugal · Puerto Rico · Qatar · Roemenië · Rusland · Rwanda · Saint Kitts en Nevis · Saint Lucia · Saint Vincent en Grenadines · Salomonseilanden · Samoa · San Marino · Sao Tomé en Principe · Saoedi-Arabië · Senegal · Servië · Seychellen · Sierra Leone · Singapore · Slovenië · Slowakije · Soedan · Somalië · Spanje · Sri Lanka · Suriname · Swaziland · Syrië · Tadzjikistan · Tanzania · Thailand · Togo · Tonga · Trinidad en Tobago · Tsjaad · Tsjechië · Tunesië · Turkije · Turkmenistan · Tuvalu · Uruguay · Vanuatu · Venezuela · Verenigde Arabische Emiraten · Verenigde Staten · Vietnam · Wit-Rusland · Zambia · Zimbabwe · Zuid-Afrika · Zuid-Korea · Zweden · Zwitserland